# Koprzywnik
Koprzywnik (deutsch Rosenorth) ist ein untergegangener Ort in der polnischen Woiwodschaft Ermland-Masuren. Seine Ortsstelle liegt im Gebiet der Gmina Kolno (Landgemeinde Groß Köllen) im Powiat Olsztyński (Kreis Allenstein).

## Geographische Lage
Die Ortsstelle von Koprzywnik liegt am Ostufer des Flüsschens Rhein (polnisch Ryn) und im Norden des Rosenorther Waldes in der nördlichen Mitte der Woiwodschaft Ermland-Masuren, neun Kilometer südwestlich der einstigen Kreisstadt Rößel (polnisch Reszel) bzw. 45 Kilometer nordöstlich der heutigen Kreismetropole Olsztyn (deutsch Allenstein).

## Geschichte
Das frühere Rosenorth war ein kleiner Gutsort im ostpreußischen Kreis Rößel. Im Jahre 1785 wurde er als „köllmisches Gut“ mit fünf Feuerstellen erwähnt, 1820 mit zwei Feuerstellen bei 25 Einwohnern. 1879 wurde die Größe des Gutes mit 129 Hektar angegeben. Zugehörig war der Rosenorther Wald.
37 Einwohner zählte Rosenorth im Jahre 1885, 28 waren es im Jahre 1910. Am 30. September 1928 wurde der Rosenorther Wald aus dem Gutsbezirk aus- und in die Landgemeinde Santoppen (polnisch Sątopy) eingegliedert. Gleichen Datums gab der Gutsbezirk Rosenorth seine Eigenständigkeit auf und ordnete sich der Landgemeinde Schellen (polnisch Ryn Reszelski) zu.
Als 1945 in Kriegsfolge das gesamte südliche Ostpreußen zu Polen kam, erhielt Rosenorth die polnische Namensform „Koprzywnik“. Der Ort wurde u. a. der Gromada Unikowo (Glockstein) und – ab 1968 – auch der Gromada Reszel (Rößel) zugeordnet. In den 1970er Jahren verliert sich seine Spur, er wird heute nicht mehr genannt und gilt als verwaist. Die Ortsstelle liegt im Bereich der Landgemeinde Kolno (Groß Köllen) im Powiat Olsztyński (Kreis Allenstein).

## Kirche
Bis 1945 war Rosenorth in die evangelische Kirche Rößel in der Kirchenprovinz Ostpreußen der Kirche der Altpreußischen Union, außerdem in die römisch-katholische Kirche Schellen (polnisch Ryn Reszelski) im damaligen Bistum Ermland eingepfarrt.

## Verkehr
Zu der heute kaum mehr wahrnehmbaren Ortsstelle von Koprzywnik führt von Ryn Reszelski aus ein Weg.